# Ataenius arenosus
Ataenius arenosus är en skalbaggsart som beskrevs av Edgar von Harold 1868. Ataenius arenosus ingår i släktet Ataenius och familjen Aphodiidae. Inga underarter finns listade.